# Zygmunt Bieszczanin
Zygmunt Bieszczanin ps. „Zyga”, „Adam” (ur. 23 grudnia 1923 w Radagoszczy, pow. Pińsk, zm. 11 września 1998) – dowódca oddziału Armii Ludowej, dowódca kompanii w 1 Brygadzie AL Ziemi Krakowskiej, obrońca tzw. Republiki Pińczowskiej, autor kilku książek.

## Życiorys
W styczniu 1940 r. został aresztowany przez Niemców i wywieziony do Hamburga, po trzech dniach uciekł i w lecie tegoż roku przedostał się na stronę radziecką; po zajęciu Brzeżan przez Niemców aresztowany i wywieziony do obozu w Altengraben, potem na przymusowe roboty do Magdeburga, skąd uciekł w kwietniu 1942 r. i wrócił do kraju. Działalność partyzancką rozpoczął w grupie bojowej Armii Krajowej w Krakowie, z którą brał udział w likwidacji agentów i nadgorliwych funkcjonariuszy policji niemieckiej. Po rozbiciu plutonu na skutek denuncjacji w 1943 opuścił Kraków z zamiarem wstąpienia do partyzantki. W lasach chroberskich spotkał oddział Gwardii Ludowej do którego wstąpił. Przyczynił się również do tego, że reichsdeutsch Wilhelm Zelazko, dezerter z armii niemieckiej przyłączył się do polskiej partyzantki. Pod Węchadłowem, w czasie potyczki z oddziałem Narodowych Sił Zbrojnych mającej miejsce z 7 na 8 grudnia 1943, został ranny.
Po utworzeniu w 1944 oddziału Armii Ludowej o nazwie „Partyzancki Oddział Polowy AL im. B. Głowackiego, został jego dowódcą przybierając pseudonim „Adam”. Po bitwie z ekspedycją niemiecką mającej miejsce 25 marca 1944 we wsi Sadkówka, Zygmunt Bieszczanin za umiejętne dowodzenie obroną został awansowany do stopnia kapitana.
Dowodzony przez niego oddział AL, kwaterujący razem z oddziałem Batalionów Chłopskich w lasach pod Skrobaczowem, 17 lipca 1944 został zaatakowany przez oddział Narodowych Sił Zbrojnych. Pomimo dużej przewagi będącej po stronie NSZ oddział Bieszczanina wydostał się z okrążenia. W walce zginęło 5 partyzantów, 4 z AL i BCh oraz 1 z NSZ.
Po utworzeniu 1 Brygady AL Ziemi Krakowskiej w stopniu kapitana został dowódcą 3 kompanii, biorąc udział w walkach z Niemcami na terenie tzw. Republiki Pińczowskiej.
W czasie bitwy pod Młodzawami toczonej w ostatnich dniach lipca 1944 przez oddziały Armii Ludowej i Armii Krajowej z Niemcami, Bieszczanin dowodził 3 kompanią brygady AL. Oddział niemiecki w sile około 240 ludzi przybył w rejon Młodzaw w celu pacyfikacji wsi Młodzawy Duże i Młodzawy Małe. Po zakończeniu wojny, partyzantom biorącym udział w bitwie dzięki którym ocaleli mieszkańcy pacyfikowanych wsi zbudowano pomnik w Młodzawach usytuowany przy skrzyżowaniu dróg do Chrobrza i Kozubowa.
Po bitwie pod Baranowem Zygmunt Bieszczanin razem z brygadą przebił się przez linię frontu w okolicach wsi Kików i Szklanów i razem z żołnierzami z brygady wśród których byli między innymi: Franciszek Księżarczyk i Józef Saturn, przeszedł na przyczółek baranowsko-sandomierski.
Po rozwiązaniu brygady w Baranowie Sandomierskim i zdaniu 18 sierpnia 1944 r. broni oraz amunicji dowódcy jednostki armii radzieckiej, wyjechał do Rzeszowa gdzie był komendantem RKU. Po wojnie pracował jako funkcjonariusz Milicji Obywatelskiej w Krakowie, do 1953, kiedy została przyznana mu specjalna emerytura i zasiłek przez utratę zdolności do pełnienia służby.
Wspomnienia Adama Bieszczanina dotyczące okresu II wojny światowej zostały zamieszczone w napisanych przez niego książkach: Skalbmierz sierpień 1944, Dni walki, Godziny Grozy oraz Linia śmierci i wydane przez Wydawnictwo MON.
Od 1970 roku służył w wydziale attachatów wojskowych w Zarządzie II Sztabu Generalnego Wojska Polskiego. W latach 1970–1971 pełnił funkcję attaché wojskowego, morskiego i lotniczego przy Ambasadzie PRL w Algierze, a w latach 1972–1976 pełnił tę funkcję, w stopniu pułkownika, przy Ambasadzie PRL w Belgradzie.
Był działaczem ZBoWiD, w maju 1985 wszedł w skład Prezydium Zarządu Głównego ZBoWiD.

## Rodzina
Jego żoną była Halina Franciszka z domu Iwanowicz (ur. 24 października 1922, zm. 15 października 1996), miał z nią córkę Grażynę po mężu Starćević (ur. 25 marca 1949, zm. 31 stycznia 2015). Rodzina spoczywa na warszawskich Powązkach.

## Upamiętnienie
Na pomniku w Młodzawach umieszczono napis poświęcony Zygmuntowi Bieszczaninowi:

Ku pamięci płk dr Zygmunta Bieszczanina 1923-1998 kawalera orderu Virtuti Militari, dowódcy oddziału A.L. okręgu wiślickiego, uczestnika walk z niemieckim okupantem, współtwórcy powstania obrony i utrzymania republiki Pińczowskiej 24 VII-15 VIII 1944. Jego żołnierze.

## Publikacje
Swoje wspomnienia wydane przez Wydawnictwo MON Zygmunt Bieszczanin opublikował w książkach:
- Skalbmierz sierpień 1944
- Dni walki
- Godziny Grozy
- Linia śmierci

## Odznaczenia
- Order Krzyża Grunwaldu III klasy – 31 sierpnia 1945[19]
- Krzyż Srebrny Orderu Virtuti Militari
- Srebrny Krzyż Zasługi – 10 października 1945[20]
- Krzyż Partyzancki
- Medal Zwycięstwa i Wolności 1945

i inne

## Awanse
- podporucznik GL – 20 grudnia 1943[21]
- kapitan AL – 29 marca 1944 (z pominięciem stopnia porucznika)
- major MO – 1945[22]
- pułkownik LWP – po wojnie